# Tachiadenus carinatus
Tachiadenus carinatus är en gentianaväxtart som beskrevs av August Heinrich Rudolf Grisebach. Tachiadenus carinatus ingår i släktet Tachiadenus och familjen gentianaväxter. Inga underarter finns listade i Catalogue of Life.